# غابرييل مارتينيز غرو
غابرييل مارتينيز غرو (ولد في 23 يناير 1950 بـوهران (الجزائر)) وهو مؤرخ فرنسي متخصص في التاريخ السياسي والثقافي للعالم الإسلامي.

## السيرة الشخصية
غابرييل مارتينيز غرو هو أستاذ تاريخ العالم الإسلامي خلال القرون الوسطى في جامعة غرب باريس. شارك مع لوسيت فالنسي في إدارة معهد دراسة الإسلام ومجتمعات العالم الإسلامي حتى عام 2002.
في 2012-2013، أعطى دروسًا في كلية اللوفر في إطار دروس «السلالات الأمازيغية والمغرب الإمبراطوري (ما بين القرنين الحادي عشر والثالث عشر)» تخصص تاريخ فنون الإسلام (بالفرنسية: histoire des arts de l'Islam)‏. كما أنه يعمل بشكل معمق على دراسة أعمال المؤرخ العربي ابن خلدون.

## المنشورات

### الأعمال

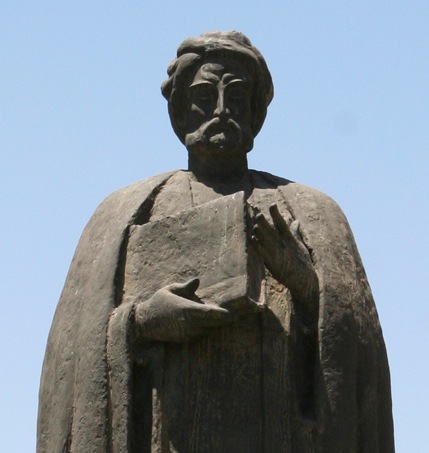
تمثال ابن خلدون في تونس.

- الأيديولوجيا الأموية، مدريد، كاسا دي فيلاسكيز، 1992
- عن الحب والعشاق، باريس، السندباد، 1992 (ترجمة من طوق الحمامة لابن حزم).
- الهوية الأندلسية، باريس، سندباد / أكتس سود، 1997
- ابن خلدون وسبعة أرواح الإسلام [3] ، سندباد، 2007
- الإسلام والإسلاموية والغرب، باريس، لو سيول 2013
- اختصار تاريخ الإمبراطوريات Brève Histoire des empires (بالفرنسية). éditions du Seuil. 2014. p. 215. ISBN:978-2-02-116312-4. {{استشهاد بكتاب}}: الوسيط |تاريخ الوصول بحاجة لـ |مسار= (help)
- سحر الجهاذ: غضب الإسلاميين وهزيمة السلام Fascination du djihad (بالفرنسية). PUF. 2016. p. 120. ISBN:978-2-13-075013-0. {{استشهاد بكتاب}}: الوسيط |تاريخ الوصول بحاجة لـ |مسار= (help)
- الإمبراطورية الإسلامية، مؤلفة في الماضي، 2019، 350 ص.(ردمك 2379331960)
- على الجانب الآخر من الحروب الصليبية: الإسلام بين الصليبيين والمغول. XI كمبوندات سابقة 2021(ردمك 978-2379333903)

### أعمال تعاونية
- الدول الإسلامية والعالم اللاتيني، باريس، أتلاند، 2001، مع فيليب قوردين
- L’Islam en dissidence. نشأة المواجهة ، باريس، سويل، 2004، مع لوسيت فالينسي
- تاريخ غرناطة، فايارد، 2018، مع صوفي ماكاريو 448 ص.

### مقالات
- " مبادئ تقاسم العالم حسب الإدريسي» في Michel Balard و Alain Ducellier، Sharing the World : التجارة والاستعمار في منطقة البحر الأبيض المتوسط في العصور الوسطى (وقائع المؤتمر 3 لمستوطنة القرون الوسطى)، باريس، منشورات السوربون، 1998
- " ابن خلدون وصقلية» في Il Mezzigiorno Normanno-svevo visto dall'Europa e dal mondo mediterraneo ، باري، 1999
- " تأريخ الأقليات (Moriscos ، Mudéjars ، Mozarabs) في إسبانيا في منتصف XIX التاسع عشر قرن»، ايبيريكا 2000، عدد خاص بالدير. بقلم كارلوس سيرانو، ص. 55-71

- " العربية والإسبانية والأندلسية في تاريخ مسلمي إسبانيا بقلم راينهارت دوزي »، ستوديا إسلاميكا ، 2001، ص. 113-126

- " قصر الحمراء في غرناطة: تاريخ نصب تاريخي» بالتعاون مع Sophie Makariou، L'Avenç ، Barcelona، December 2001، ص. 12-19

- " القروض والتبادلات: الغرب والإسلام» في Lucette Valensi أثناء العمل، تاريخ أنثروبولوجي لإسلام البحر الأبيض المتوسط ، Saint-Denis ، Bouchene ، 2002، ص. 215-224

## مذكرات ومراجع
1. ↑   http://www.theses.fr/1987PA010603. {{استشهاد ويب}}: |url= بحاجة لعنوان (مساعدة) والوسيط |title= غير موجود أو فارغ (من ويكي بيانات) (مساعدة)
2. 1 2 3  Gabriel Martinez-Gros - De l'autre côté des croisades، مؤرشف من الأصل في 2022-01-16، اطلع عليه بتاريخ 2022-01-16
3. ↑  Voir sur histoireparis8.canalblog.com. نسخة محفوظة 2 يناير 2018 على موقع واي باك مشين.

## انظر كذلك

### مقالات ذات صلة
- الأندلس| ضبط استنادي | ضبط استنادي                                                                                                                                                                                                                                                                                                                                                                           |
| ----------- | --- |
| دولية       | - الاسم المعياري الدولي (ISNI) - ملف الضبط الاستنادي الافتراضي الدَّولي (VIAF) - دليل الألماس العام - مركز المكتبة الرقمية على الإنترنت (WC Entities) |
| وطنية       | - الملف الاستنادي المتكامِل (GND) - مكتبة الكونغرس (LCNAF) - المكتبة الوطنية الفرنسية (BnF) - قاعدة البيانات الوطنية التشيكية (NLCR AUT) - المكتبة القومية الإسبانية (BNE) - المَكنز الوطني للمؤلِّفين (NTA) - نظام الضبط الاستنادي النرويجي (BIBSYS) - مكتبة الفاتيكان (VcBA) - المكتبة القومية الإسرائيلية (J9U) - المكتبة الوطنية القطلونية (CANTIC) - المكتبة الملكية البلجيكية (KBR) |
| بحثية       | - مُتصفِّح المعلومات الأكاديمية "سيني" (CiNii) |
| تراجم       | - الفهارس الألمانية (DtBio) |
| أخرى        | - النظام الجامعي للتوثيق (IdRef) |